# El Bohodón (kommun)
Bohodón är en kommun i Spanien. Den ligger i provinsen Ávila i den autonoma regionen Kastilien och León i centrala delen av landet, 100 km nordväst om huvudstaden Madrid. Antalet invånare är 110 (2024).